# Pseudospinella
Pseudospinella is een geslacht van uitgestorven kreeftachtigen uit de klasse van de Ostracoda (mosselkreeftjes).

## Soort
- Pseudospinella ruggierii Kozur, 1991 †